# أندريس ليزكانو
أندريس ليزكانو (بالإسبانية: Andrés Lezcano) هو لاعب كرة قدم كوستاريكي في مركز الهجوم، ولد في 5 مايو 1990 في Guápiles, Pococí ‏ في كوستاريكا. لعب مع A.D. Municipal Pérez Zeledón ‏.

## وصلات خارجية
- أندريس ليزكانو على موقع ناشيونال فوتبول تيمز (الإنجليزية)
- أندريس ليزكانو على موقع Soccerway.com (الإنجليزية)